# Hidjra
De hidjra (Arabisch: هِجْرَة) (ook hegira genoemd) was de migratie van de islamitische profeet Mohammed en zijn volgelingen van Mekka, waar hij veel met verzet te maken had, naar Jathrib (nu Medina) in 622. 
De hidjra wordt binnen de islam zo belangrijk geacht dat ze het begin van de islamitische jaartelling is. Het jaar waarin de hidjra plaatsvond werd in 638 (17 AH) door kalief Omar ibn al-Chattab uitgeroepen tot het eerste jaar van de islamitische jaartelling. De hidjra wordt meestal herdacht op 8 rabi' al-awwal, de dag dat Mohammed aankwam in Quba, een plaats nabij Medina (20 september 622).

## Geschiedenis
Mohammeds openbaringen vonden in Mekka niet veel waardering. Zijn stam, de Qoeraisj, beheerde de Ka'aba, een bedevaartplaats voor de diverse Arabische polytheïsten. De Qoeraisj waren bang die positie, die voor hen een belangrijke bron van inkomsten betekende, te moeten opgeven, en kon de nieuwe religie ook om andere redenen niet waarderen.
In 620 en 621 ontving Mohammed delegaties uit Medina, waarvan de leden tot de islam overgingen en die de moslims uit Mekka hulp en bescherming aanboden. Dit stelde de moslims in de gelegenheid om successievelijk naar Jathrib uit te wijken. Op 26 safar AH 1 (9 september 622), nadat Mohammeds vijanden hadden besloten om hem gezamenlijk te vermoorden, vertrok hij uit Mekka. Samen met Aboe Bakr wist Mohammed aan zijn belagers te ontkomen en vertrok hij 's nachts in zuidelijke richting, om zijn achtervolgers op een dwaalspoor te zetten. Op 22 rabi' al-awwal (4 oktober) vestigde hij zich met zijn volgelingen in Jathrib, een stad 320 km noordelijker. Jathrib werd korte tijd later omgedoopt tot Madinat un-Nabi (de stad van de profeet), waarvan de Nederlandse naam Medina is afgeleid.